# Plümkenau
Plümkenau, polnisch Radomierowice ist ein Dorf im Powiat Opolski der Woiwodschaft Oppeln in Polen. Als Schulzenamt gehört es der Landgemeinde Murow an.

## Geografie

### Geografische Lage
Das Straßendorf Plümkenau liegt senkrecht zur Straße Murow–Wołczyn im Norden der Woiwodschaft Oppeln, etwa 11 Kilometer südwestlich von Kluczbork (Kreuzburg O.S.) und rund 30 Kilometer nordöstlich von Oppeln zwischen den Bächen Bogacica (Bodländer Flössbach) und dem Opuste-Graben in der historischen Region Oberschlesien.

## Geschichte

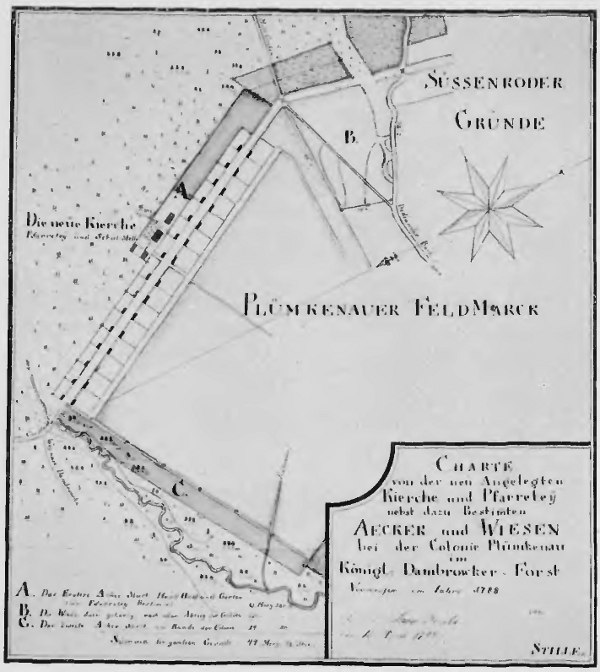
Karte der Kolonie von 1788

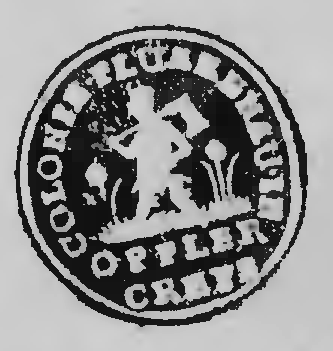
Altes Siegel der Kolonie

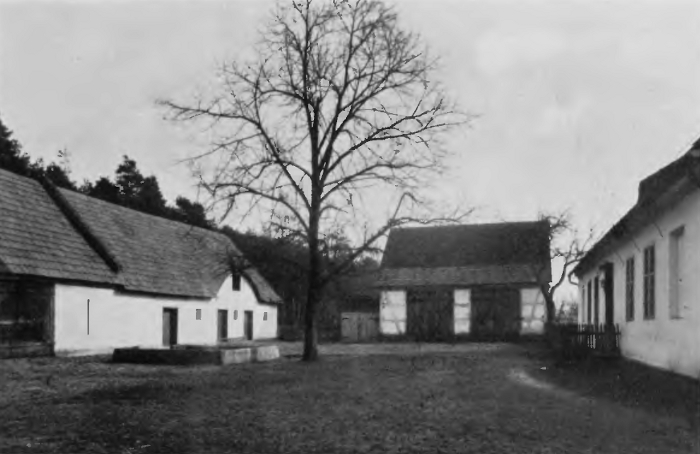
Pfarrhof um 1930

Die Siedlung Plümkenau wurde 1772 im Zuge der Friderizianischen Kolonisation in den dünn besiedelten Wäldern nördlich von Oppeln angelegt (Dombrowkaer Forstrevier). Die Anlage erfolgte als einzeiliges Straßendorf mit 15 Stellen. Direkt an die Häuser schlossen die Kolonistenäcker an, während sich auf der anderen Straßenseite die Scheunen befanden.
Zuständig für die Gründung war die Beamten der Breslauer Kriegs- und Domänenkammer, wobei der Aufbau unter Leitung örtlicher Forstbeamter stand. Die Anlage von Plümkenau erfolgte zeitgleich mit der unmittelbar benachbarten Kolonie Süßenrode. Die Orte unterstanden anfangs dem Amt Oppeln und ab 1782 dem neugegründeten Königlichen Rentamt Kupp im Landkreis Oppeln.
Der Name des Ortes lehnt sich an den Kriegs- und Domänenrat Plümicke an, wobei ursprünglich die Namensform Plümickenau gebräuchlich war. Die Namensvergabe erfolgte zeitnah zur Gründung, spätestens sobald sich eine Kolonie halbwegs etabliert hatte. Dabei wurden oft verdiente Generäle, Minister sowie Kriegs- und Forsträte geehrt.
Der königlich preußische Kommissar Johann Hartmann Schuch besuchte im Mai 1772 die neue Siedlung Plümkenau und gab für seine Friderizianischen Kolonistenverzeichnisse aus Schlesien 15 Häuser an, die noch nicht bezugsfertig waren. Er kritisierte den Zimmerer, da eine Hütte kurz nach ihrer Fertigstellung bereits drohte einzustürzen. Die Siedler stammten größtenteils aus Hessen (Hessen-Hanau und Grafschaft Isenburg-Büdingen), zwei Familien kamen aus Böhmen und eine aus Polen.
Bereits 1786 konnte eine reformierte Kirche als Fachwerkbau errichtet werden, für den der preußische Staat das Bauholz stellte, 1788 folgte ein Pfarrhaus und 1789 eine evangelische Schule. Bis zum Beitritt zur Evangelischen Union 1822 wurden in der Kirche an zwei Sonntagen reformierter und an einem lutherischer Gottesdienst gefeiert. Das Kirchspiel Plümkenau betreute u. a. die umliegenden friderizianischen Kolonien Neuwedel, Süssenrode und Zedlitz.
Im Jahr 1865 sind 15 Kolonisten, 6 Forsthäusler und 2 Angerhäusler verzeichnet. Die 6 Forsthäuslerstellen wurden ursprünglich 1790 nördlich von Plümkenau im Wald als „Col. 6 Häuser“ gegründet und bereits im Jahr 1852 wieder aufgegeben. Diese Hölzschläger siedelten sich dann im Ort an.
Bei der Volksabstimmung in Oberschlesien am 20. März 1921 sprach man sich in Plümkenau mit 277 Stimmen einstimmig für den Verbleib bei Deutschland aus, wo der Ort auch verblieb.
Plümkenau gehörte dem Landkreis Oppeln an und wurde 1945 unter polnische Verwaltung gestellt, die dem Ort den Namen Radomierowice gab. Die deutschsprachige Bevölkerung wurde vertrieben. Vor 1945 wurde der Ort auf Polnisch Blimkinów genannt. Die evangelische Pfarrkirche wurde von der katholischen Kirche übernommen und dient heute als Filialkirche der Pfarrei Dąbrówka Dolna.
1999 wurde Plümkenau Teil des wiedergegründeten Powiat Opolski. Im März 2009 erhielt der Ort zusätzlich den amtlichen deutschen Ortsnamen Plümkenau.

### Einwohnerentwicklung
Die Einwohnerzahlen von Plümkenau:
| Jahr | Einwohner |
| ---- | --------- |
| 1784 | 70        |
| 1817 | 149       |
| 1830 | 184       |
| 1844 | 237       |
| 1855 | 330       |

| Jahr | Einwohner |
| ---- | --------- |
| 1861 | 370       |
| 1910 | 381       |
| 1933 | 364       |
| 1939 | 347       |

## Sehenswürdigkeiten

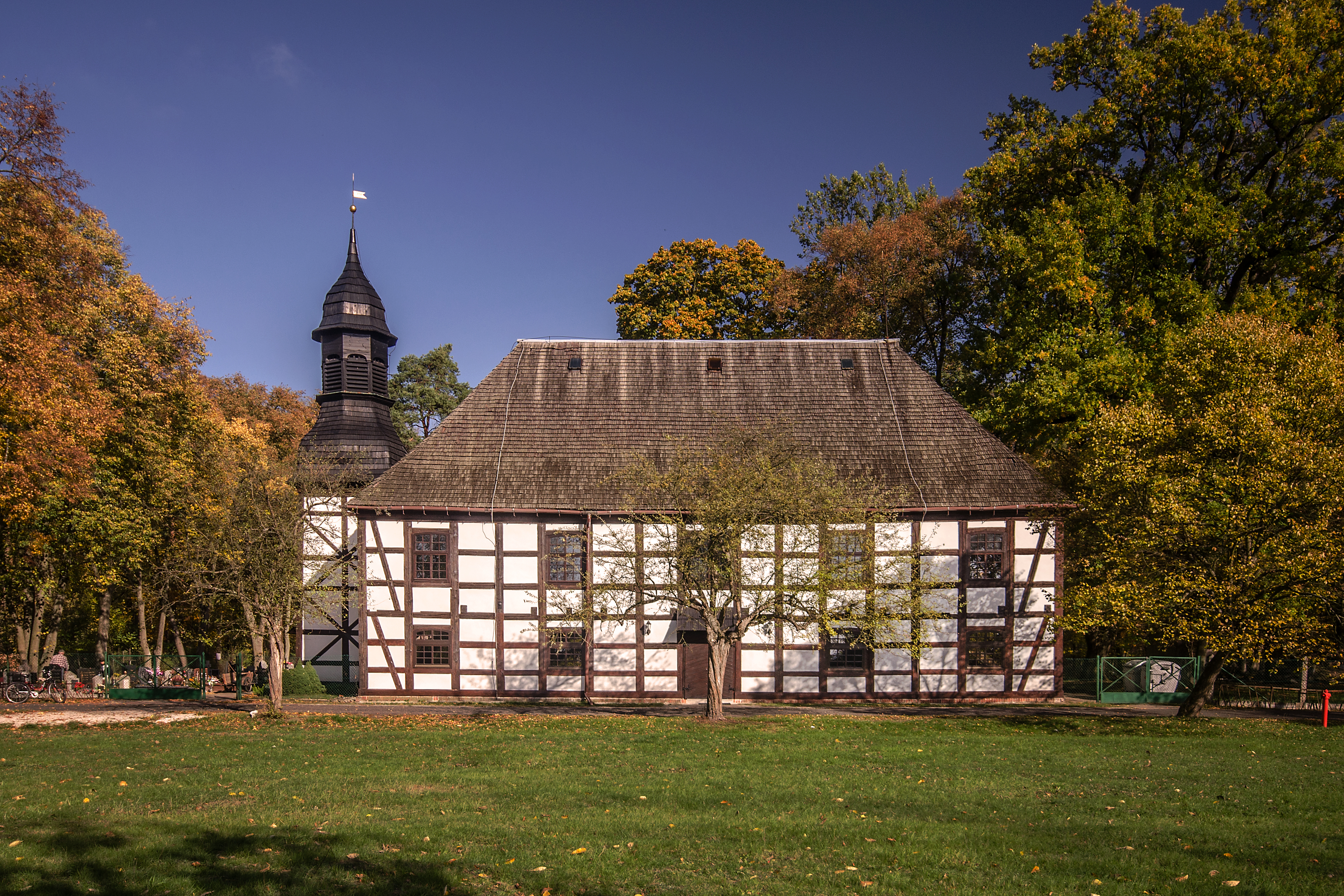
Fachwerkkirche Mariä Himmelfahrt (2015)

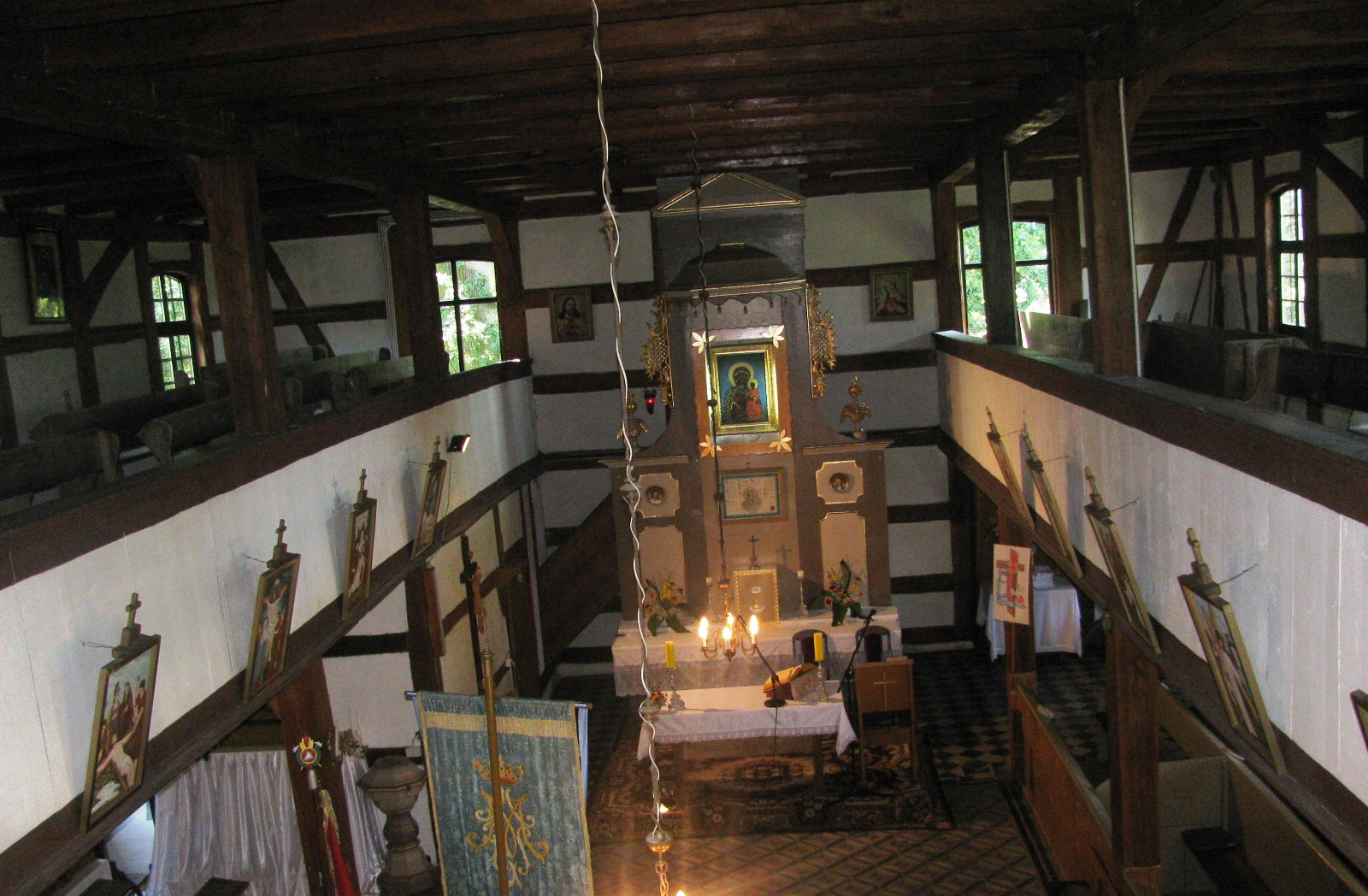
Blick in den Innenraum

Die römisch-katholische Filialkirche Mariä Himmelfahrt wurde 1786 nach Plänen des Architekten Christian Isemer vom Zimmermeister Petzer errichtet. 1790 wurde der niedrige Glockenturm mit welscher Haube  angebaut. Der Fachwerkbau wird von einem hohen Walmdach bedeckt. Im schlichten Inneren erstreckt sich unter der Balkendecke eine dreiseitige Empore, auf der die Orgel von vor 1794 aufgestellt ist. Ebenso wie der Altar (um 1790) ist sie in einem Übergangsstil vom Rokoko zu Klassizismus gehalten.

## Bekannte Personen (Auswahl)
- Erich Pietzonka (1906–1989), deutscher Oberst der Luftwaffe der Wehrmacht